# Foudre sportive d'Akonolinga
Le Foudre Sportive d'Akonolinga est un club de football camerounais basé à Akonolinga.
Le club évolue à plusieurs reprises en première division camerounaise, dans les années 1980 et dans les années 2000. Il se classe sixième du championnat en 2005.

## Anciens joueurs notables
- Hervé Ndjana Onana